# علي بن محمد التمكروتي
علي بن محمد التمكروتي ، ( 941 هـ / 1534 م - 1003 هـ / 1594 م ) . كاتب و مؤرخ .

## سيرته
هو علي بن محمد التمكروتي ، ولد ببلدة تمكروت بوادي درعة عام 941 هـ ، تربى في بيت علم وصلاح؛ فقد كان لجده علي بن محمد شهرة كبيرة في منطقة درعة ، و كان والده محمد رجل صلاح. هكذا تربى علي التمكرتي وسط عائلة متصفة بالصلاح متحلية بالعلم، لها صلات بالسلاطين السعديين، وتعلم في زاوية والده هو وأخوه محمد بن محمد، وأخذ عن مشايخ منطقة درعة، ثم تصدى للتدريس في الزاوية. استدعاه السلطان أحمد المنصور الذهبي للقدوم إليه بفاس، فغادر بلدته ضحوة يوم السبت 1 جمادى الأولى سنة 997 هـ متوجها إلى القصر السلطاني، ووصل إلى سجلماسة يوم الأربعاء الموالي، ومنها إلى فاس التي دخلها يوم الثلاثاء 25 جمادى الأولى ، و لما مثل أمام السلطان أحمد المنصور ، كلفه و معه الكاتب محمد بن علي الفشتالي و الكاتب محمد بن علي بن أبي القاسم  بالسفر إلى السلطان العثماني وتبليغ رسالته وحمل هديته .

## مؤلفاته
- النفحة المسكية في السفارة التركية

## وفاته
توفي علي بن محمد التمكروتي سنة 1003 هـ و دفن بروضة القاضي عياض بمراكش .